# Cerma
Das Kirma (auch Cerma genannt) ist eine Gursprache von Burkina Faso.
Die Volksgruppe, die diese Sprache spricht, wird Ciramba (Cerma-ba) oder Gouin (Gwe, Gwen) genannt.
Die Sprache ist vom Aussterben bedroht, da immer mehr Sprecher vor allem in der Elfenbeinküste dazu übergehen, zur französischen Sprache zu wechseln. Ihre Sprache wird in den Schulen nicht gelehrt, daher erlernen viele Kirma-Sprecher nur Französisch.